# Eugenio Rossi
Eugenio Rossi (ur. 6 marca 1992) – sanmaryński lekkoatleta, specjalizujący się w skoku wzwyż, rekordzista kraju. Reprezentował San Marino podczas mistrzostw Europy, mistrzostw świata oraz igrzysk olimpijskich.
Jego największym sukcesem są medale podczas igrzysk małych państw Europy.

## Osiągnięcia
| Rok  | Zawody                         | Miasto         | Konkurencja | Miejsce           | Wynik |
| ---- | ------------------------------ | -------------- | ----------- | ----------------- | ----- |
| 2011 | Igrzyska małych państw Europy  | Schaan         | skok wzwyż  | 2. miejsce        | 2,03  |
| 2011 | Mistrzostwa Europy juniorów    | Tallinn        | skok wzwyż  | el. – 19. miejsce | 2,05  |
| 2012 | Mistrzostwa Europy             | Helsinki       | skok wzwyż  | el. – 32. miejsce | 2,00  |
| 2013 | Halowe mistrzostwa Europy      | Göteborg       | skok wzwyż  | el. – 26. miejsce | 2,08  |
| 2013 | Igrzyska małych państw Europy  | Luksemburg     | skok wzwyż  | 2. miejsce        | 2,06  |
| 2013 | Igrzyska śródziemnomorskie     | Mersin         | skok wzwyż  | 11. miejsce       | 2,10  |
| 2013 | Młodzieżowe mistrzostwa Europy | Tampere        | skok wzwyż  | el. – 25. miejsce | 2,09  |
| 2014 | Mistrzostwa Europy             | Zurych         | skok wzwyż  | el. – 16. miejsce | 2,19  |
| 2015 | Halowe mistrzostwa Europy      | Praga          | skok wzwyż  | el. – 16. miejsce | 2,19  |
| 2015 | Igrzyska małych państw Europy  | Reykjavík      | skok wzwyż  | 2. miejsce        | 2,15  |
| 2015 | Mistrzostwa świata             | Pekin          | skok wzwyż  | el. – 37. miejsce | 2,17  |
| 2016 | Mistrzostwa Europy             | Amsterdam      | skok wzwyż  | el. – 13. miejsce | 2,23  |
| 2016 | Igrzyska olimpijskie           | Rio de Janeiro | skok wzwyż  | el. – 35. miejsce | 2,17  |
| 2017 | Igrzyska małych państw Europy  | Serravalle     | skok wzwyż  | 2. miejsce        | 2,18  |
| 2018 | Igrzyska śródziemnomorskie     | Tarragona      | skok wzwyż  | 6. miejsce        | 2,15  |
| 2018 | Mistrzostwa Europy             | Berlin         | skok wzwyż  | el. –             | NH    |

## Rekordy życiowe
| Konkurencja          | Rezultat | Data            | Miejsce          | Uwagi        |
| -------------------- | -------- | --------------- | ---------------- | ------------ |
| Skok wzwyż – stadion | 2,27     | 28 czerwca 2015 | Caprino Veronese | rekord kraju |
| Skok wzwyż – hala    | 2,24     | 16 lutego 2018  | Ankona           | rekord kraju |